# Ювелир

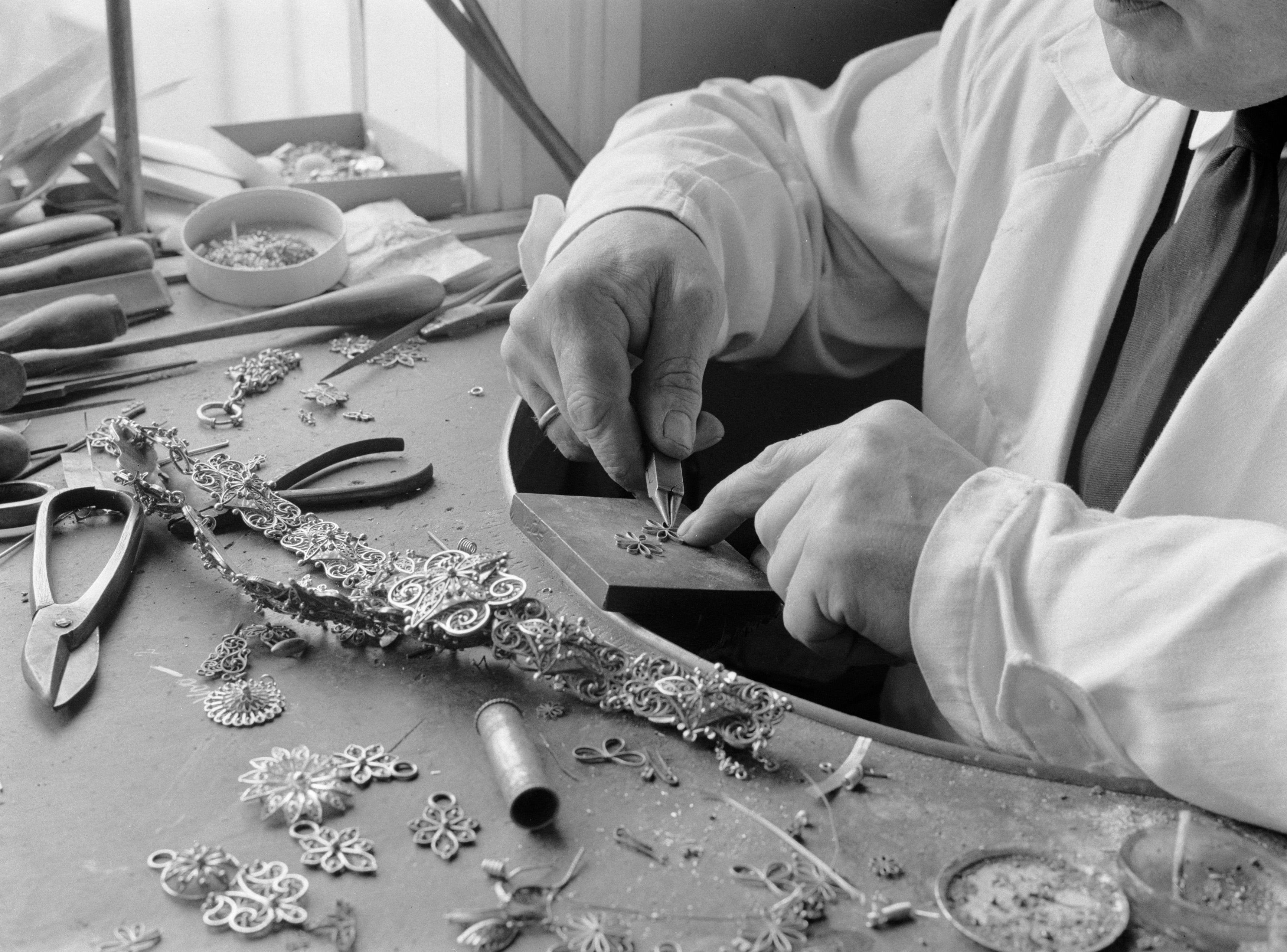
Ювелир за работой (1934 год)

Ювели́р (через нем. Juwelier, из Juwel — «драгоценный камень», через фр. jоёl, из лат. *jocellum — «драгоценность», от iосus — «шутка, забава») — мастер по проектированию, изготовлению и ремонту ювелирных изделий.

## Определение и классификация
В самом широком определении, ювелирное дело — это разновидность декоративно-прикладного искусства, искусство обработки драгоценных материалов, изготовление украшений. Однако, в таком определении не раскрыта сущность ювелирного искусства, художественный смысл которого заключается в том, чтобы по воле, таланту и умению мастера превратить самые дорогие материалы в ещё более дорогие и прекрасные.

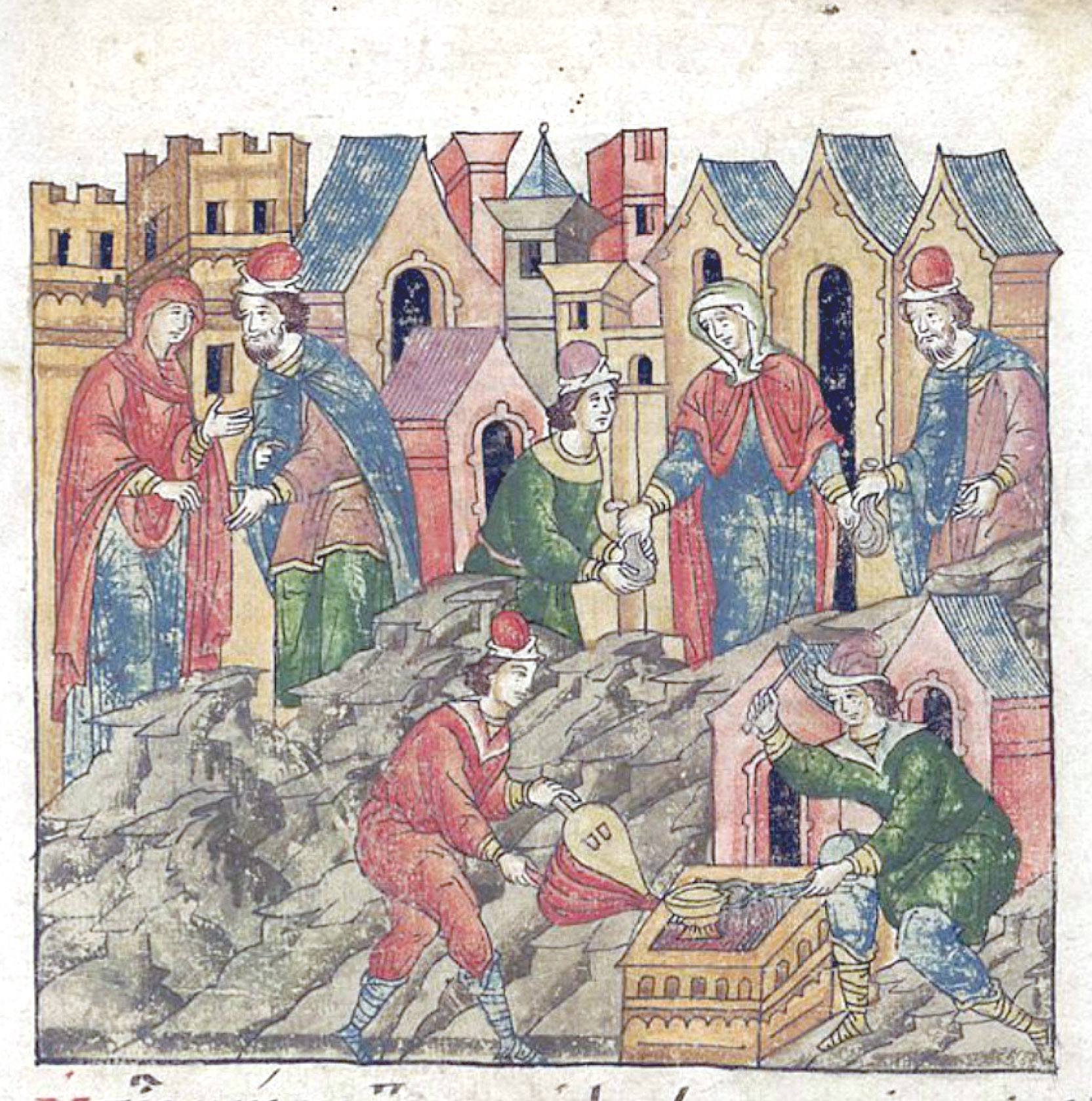
Рукопись «Лицевой летописный свод Ивана Грозного» (XVI век). Работа ювелиров

Мастер-ювелир, в отличие от других мастеров по обработке металла, например, кузнецов, резчиков по камню, мрамору, имеет дело с драгоценными материалами. Классическое определение драгоценных материалов дал в 1912 году выдающийся английский учёный и ювелир Герберт Дж. Ф. Смит. Драгоценные материалы должны в наибольшей степени удовлетворять трём основным требованиям — красоте, редкости, долговечности. Однако деление материалов по этим категориям на драгоценные (или благородные), полудрагоценные («поделочные») и обычные условно и подвижно. Границы между ними менялись в веках и по-разному оценивались в разных культурах. Соответственно и профессия мастера-ювелира, сфера его деятельности и положение в обществе, оценивались различно. К драгоценным металлам относят золото, серебро (хотя оно и окисляется на воздухе), платину, а также электрум (сплав золота и серебра). Мастеров, использующих драгоценные металлы для художественных изделий (сосудов, ваз, кубков), в Средневековье и эпоху Возрождения называли обобщённо «златокузнецами», а тех, кто делал исключительно украшения, обычно в сочетании с драгоценными камнями — «ювелирами», в России — «бриллиантщиками». К драгоценным камням — алмаз (в огранённом виде — бриллиант), рубин, сапфир, изумруд. Остальные материалы используют в другой разновидности декоративно-прикладного искусства, или художественного ремесла, — бижутерии. По предметному критерию деятельность художника-ювелира подразделяется на изготовление украшений (колье, серьги, кольца, ожерелья, браслеты), функциональных предметов (дорогие часы, заколки, пуговицы, футляры гаджетов) и драгоценных ёмкостей (шкатулки, реликварии, вазы, настольные украшения). Отдельную группу составляли мастера, изготавливавшие часы и дорогое оружие, украшенное золочением, насечкой, драгоценными камнями и эмалями.
Для выполнения ювелирных работ мастер ювелирного дела должен иметь широкий спектр знаний, умений и навыков, а также специальные инструменты. В процессе производства применяются: литьё, прокатка, гибка, пайка, чеканка, филигрань, волочение, шлифовка, полировка, огранка и закрепка. Некоторые из этих техник требуют особых навыков и специализации мастеров: литейщиков, полировщиков, закрепщиков, огранщиков.
Наиболее известные мастера в истории ювелирного дела были выдающимися художниками, которые владели навыками разных видов искусства и сами сочиняли свои композиции: Иоганн Мельхиор Динглингер, Рене Лалик, Карл Вагнер, Алексис Фализ, Андре-Антуан Раврио, Луи-Франсуа Картье и многие другие.